# Musée Oskar Luts
Le musée Oskar Luts (en estonien : Oskar Lutsu majamuuseum) est un musées à Tartu en Estonie.

## Présentation
Le musée de la maison d’Oskar Luts est situé à l'adresse Riia tänav 38. 
Le 28 décembre 1936, le conseil municipal de Tartu décide à l'unanimité d'attribuer à Oskar Luts un terrain à bâtir de 1850 mètres carrés dans le quartier de Tamme.
La ville a assumé les frais de signature et de confirmation du contrat.
Conçue par l'architecte Arnold Matteus, la maison avec un étage mansardé, a été construite pour Oskar Luts et sa famille en 1936.
Oskar Luts y a vécu les 17 dernières années de sa vie. 
En 1964, une maison-musée y a été ouverte.
Le musée de la maison Oskar Luts est le seul musée de Tartu dont l'entrée est gratuite.
Dans le bâtiment de style fonctionnaliste ont été conservés l'atelier ascétique et la chambre d'amis de l'écrivain, où en janvier 1937 l'écrivain fut accueilli par ses collègues à l'occasion de son 50ème anniversaire.

## Exposition
Le musée de la maison d’Oskar Luts fait partie des musées d'histoire de la ville de Tartu.
L'exposition permanente de la maison-musée Oskar Luts, rénovée et rouverte en 2006, s'intitule « L'écrivain Oskar Luts : à la frontière de la vie et de l'imaginaire ».
La collection du musée de la maison Oskar Luts comprend près de 3 600 objets, dont une collection photographique composée de 1 700 photographies, 1 000 livres et une collection d'art.
De plus, le musée possède plusieurs objets personnels d'Oskar Luts